# Coupe de la Ligue française de football 1998-1999
Navigation
Coupe de la Ligue française 1997-1998 Coupe de la Ligue française 1999-2000
La Coupe de la ligue de football 1998 - 1999 est la cinquième édition de la Coupe de la Ligue de football en France. La compétition est remportée par le RC Lens.

## Déroulement de la compétition
Le club en premier est le club qui joue à domicile.

### Premier tour
Le premier tour a eu lieu les 28 octobre et 1er novembre.
28 octobre
- ES Wasquehal 0 - 1 ES Troyes AC
- AS Saint-Étienne 2 - 2 FC Gueugnon (après prolongations 4-1 aux tirs au but)
- Le Mans UC 1 - 2 Red Star
- SM Caen 0 - 0 CS Sedan-Ardennes (après prolongations 6-5 aux tirs au but)
- CS Louhans-Cuiseaux 1 - 0 Lille OSC
- Nîmes Olympique 0 - 2 Chamois niortais FC
- Amiens SC 2 - 1 FC Mulhouse (après prolongations)
- FC Martigues 2 - 2 AS Cannes (après prolongations 6-7 aux tirs au but)

1er novembre
- EA Guingamp 4 - 1 AC Ajaccio

La Berrichonne de Châteauroux qualifiée pour le 1er tour.

### Seizièmes de finale
Les seizièmes de finale voient l'entrée dans la compétition des équipes de première division. Les matchs ont eu lieu les 9 et 10 janvier 1999.
9 janvier
- Paris SG 1 - 0 AS Saint-Étienne
- Chamois niortais FC 0 - 1 AJ Auxerre
- EA Guingamp 0 - 1 Amiens SC

10 janvier
- Olympique lyonnais 0 - 2 Montpellier HSC
- Olympique de Marseille 1 - 1 RC Lens (après prolongations 5-6 aux tirs au but)
- Stade lavallois 0 - 1 Stade rennais FC
- FC Lorient 1 - 2 LB Châteauroux
- AS Cannes 0 - 1 CS Louhans-Cuiseaux
- ASOA Valence 0 - 0 Toulouse FC (après prolongations 2-4 aux tirs au but)
- Le Havre AC 1 - 0 Girondins de Bordeaux
- AS Monaco 1 - 0 SM Caen
- FC Sochaux 1 - 0 SC Bastia (après prolongations)
- FC Metz 1 - 0 FC Nantes
- AS Nancy-Lorraine 1 - 0 AS Beauvais
- Red Star 1 - 1 OGC Nice (après prolongations 2-4 aux tirs au but)
- RC Strasbourg 1 - 4 ES Troyes AC (après prolongations)

### Huitièmes de finale
Les matchs ont été étalés sur plusieurs jours de février.
1er février
- AS Monaco 0 - 0 Paris SG (après prolongations 2-3 aux tirs au but)

2 février
- FC Sochaux 2 - 1 AS Nancy-Lorraine
- FC Metz 2 - 0 CS Louhans-Cuiseaux
- Le Havre AC 0 - 2 RC Lens

3 février
- Stade rennais FC 4 - 0 ES Troyes AC
- LB Châteauroux 0 - 1 Montpellier HSC
- Amiens SC 1 - 2 AJ Auxerre
- OGC Nice 0 - 2 Toulouse FC

### Quarts de finale
Les matchs ont eu lieu les 5, 6 et 7 mars 1999.
5 mars
- AJ Auxerre 0 - 1 FC Sochaux

6 mars
- Paris SG 0 - 2 Montpellier HSC

Ce match est connu par les puristes du règlement. En effet à la suite d'un cafouillage lié à une expulsion intervenue en même temps qu'un remplacement, l'arbitre Rémi Harrel a fait joué Montpellier pendant quelques secondes avec un joueur de trop sur le terrain ! Les parisiens ont déposé une réserve, mais la Ligue a considéré que ce fait de jeu n'avait pas eu d'influence sur le match (les faits n'ont duré qu'une quinzaine de seconde, se sont déroulés à la 82e et le score était déjà à 0-2) et l'a rejetée.
7 mars
- FC Metz 3 - 3 Toulouse FC (après prolongations 3-2 aux tirs au but)
- Stade rennais FC 0 - 1 RC Lens

### Demi-finales
Les matchs ont eu lieu le 17 et 18 avril.
17 avril
- RC Lens 2 - 0 FC Sochaux (après prolongations)

18 avril
- FC Metz 4 - 3 Montpellier HSC

### Finale
La finale voit s'affronter le champion de France et son dauphin. Comme en championnat 1998, le RC Lens prend le dessus sur Metz.
| 8 mai 1999 | RC Lens            | 1-0 | FC Metz | Stade de France, Saint-Denis                    |                                                 |
| | Daniel Moreira 56e | (0-0) |         | Spectateurs : 78 180 Arbitrage : Claude Colombo | Spectateurs : 78 180 Arbitrage : Claude Colombo |
| | Rapport            | |         | Spectateurs : 78 180 Arbitrage : Claude Colombo | Spectateurs : 78 180 Arbitrage : Claude Colombo |
| Guillaume Warmuz, Éric Sikora, Cyrille Magnier Frédéric Déhu (c), Valérien Ismaël, Cyril Rool ( 86e), Daniel Moreira ( 23e, 77e Mickaël Debève), Stéphane Dalmat ( 88e, 90e Alex Nyarko), Vladimír Šmicer ( 80e Philippe Brunel), Pascal Nouma ( 63e), Tony Vairelles ( 86e). · Entraîneur : Daniel Leclercq | Équipes            | Lionel Letizi, Pascal Pierre, Jeff Strasser, Sylvain Kastendeuch (c), David Régis ( 69e Ludovic Asuar), Geoffray Toyes, Franck Rizzetto, Danny Boffin, Frédéric Meyrieu ( 17e), Gunter Van Handenhoven ( 87e Sébastien Schemmel), Nenad Jestrovic ( 38e). · Entraîneur : Joël Muller |         | Spectateurs : 78 180 Arbitrage : Claude Colombo | Spectateurs : 78 180 Arbitrage : Claude Colombo |